# Пізній палеоліт України
Пізній (або верхній) палеоліт (або давньокам'яна доба) України — останній період давньокам'яної доби людини розумної у прильодовиковій смузі Європи на теренах України, що розпочалася близько 40 тисяч років тому з приходом до Європи з Близького Сходу людини сучасного типу і завершилася разом із закінченням льодовикової доби 10 тисяч років тому. Україна, як одна з найбільших країн Європи є надзвичайно багата на різноманітні пам'ятки пізньої давньокам'яної доби.
Поява людини сучасного типу, збіглася з суспільною перебудовою, що супроводжувалася докорінними змінами у матеріальній та духовній культурі населення України. У техніці обробки кременю поширився призматичний нуклеус для масового виготовлення пластин, що стали головним типом заготовки для різноманітних знарядь. Почали широко використовувати кістку та ріг. Основою економіки мисливців за пізньої давньокам'яної доби було групове полювання на великих стадних травоїдних тварин: мамута, бізона, північного оленя, коня тощо.
Головними суспільним строєм є ранньородова екзогамна община, коли шлюби укладалися з сусідніх общин, що спричинило виникнення найдавніших етнічних спільнот: племен, спільної культури й говірок. Виникають ранні форми мистецтва та релігійні уявлення. Так формуються культурні єдності, котрі наприкінці пізньої-давньокам'яної доби набувають обрисів справжніх археологічних культур.

## Дослідження
Дослідження пізньої давньокам'яної доби розпочалися з відкриття у 1873 році на Полтавщині першої в Російській імперії палеолітичної Гінцівської стоянки. Тепер в Україні виявлено тисячі, а розкопано сотні пізньо-давньокам'яних стоянок. Основу досліджень заклали перші покоління українських палеолітознавців: Вікентій Хвойка, Петро Єфименко, Михайло Рудинський, Іван Підоплічко, Іван Шовкопляс, О. П. Черниш, Валентин Даниленко, Ю. Г. Колосов, Володимир Станко, Михайло Гладких, С. В. Смирнов та інші.
Протягом останніх двох десятиліть здобутки попередників були суттєво розвинуті. Були вироблені сучасні періодизаційні схеми давньокам'яної доби окремих частин країни. Зокрема і стратиграфічна схема пізньочетвертинних відкладів України Наталії Герасименко, Жанни Матвіїшиної та Павла Гожика, в основі якої лежить схема Максима Веклича.
За радіокарбоновим датуванням Пізня давньокам'яна доба України поділяється на чотири фази культурно-історичного розвитку:
- ранню — 40—27 тисяч років тому,
- середню 27—19 тисяч років тому,
- пізню — 19—14 тисяч років тому,
- фінальну (кінцеву) — 14—10 тисяч років тому.

## Рання Пора (40—27 тисяч років тому)
Розпочалася з приходом людини розумної до Європи близько 40 тисяч років тому й закінчилася з вимиранням неандертальців близько 28 тисяч років тому. Відома під назвою перехідного періоду від середнього до пізнього палеоліту, або початкового пізнього палеоліту.
Культурні рештки зазвичай пов'язані з верхніми горизонтами витачівських ґрунтів палеогеографічної схеми Наталії Герасименко. Поховані витачівські буро-коричневі ґрунти (Vtb1, Vtb2, Vtc) формувалися 55—27 тисяч років тому в досить теплих і вологих кліматичних умовах середньо-валдайського між-стадіалу.
За різними європейськими схемами відповідниками верхньої товщі витачівського похованого ґрунту є геологічні горизонти до-финівський (за М. Ф. Векличем), брянський, дунаївський, паудорф, денекамп, хенгело й арсі. Похований ґрунт зазвичай побитий морозобійними тріщинами з покривного горизонту лесу, що спричинило розсіювання артефактів по вертикалі. Такий «звішений» стан культурного шару зафіксований на багатьох стоянках початку пізньо-давньокам'яної доби:
- в Україні Вись, Стінка, Ворона-ІІІ,
- у Росії Бирюча Балка й Сунгир.

Значний прогрес досліджень набув у вивченні:
- селетоїдних пам'яток Буран-Кая-ІІІС у Криму[2][3], Міра в Надпоріжжі[4][5][6][7] та Вись під Новомиргородом[8][9],
- численних пізньомустьєрських стоянок Гірського Криму (Заскельна VI, Пролом І і ІІ, Кабазі ІІ, Буран-Кая ІІІВ[2] та інші),
- оріньякських горизонтів стоянки Сюрень І у Криму[10],
- дуже ранньої стоянки Сокирниця у Закарпатті[11].

У межах ранньої пори пізньої давньокам'яної доби України археологічні джерела виділено три типи культурних традицій (останнім часом називаються технокомплексами):
1. органічне продовження середньопалеолітичних (неандертальських) технологій; представлена стоянками технокомплексів мікок і левалуа-мустьє;
2. пізньопалеолітичні новації, що пов'язують зі щойно прибулими до Європи кроманьйонцями, представлена оріньяком та дуже ранніми комплексами типу Сокирниця-І;
3. демонструє синтез середньо- й пізньопалеолітичних технологій виразні, але дуже різні колекції селетського технокомплексу.

### Левалуа-Мустьєрський технокомплекс
Технокомплекс середньо-давньокам'яної доби, який характеризується знаряддями на видовжених пластинчастих сколах і відсутність двобічно оброблених виробів. У колекціях українських стоянок поєднуються середньо-давньокам'яні форми (ядрища-диски, зокрема левалуазькі, численні скребла, гостроконечники) з новими пізньо-давньокам'яними з технікою зняття видовжених пластинчастих сколів зі сплощених протопризматичних нуклеусів.
Радіокарбонові дати левалуа-мустьєрських та мікокських шарів кримських стоянок Заскельна V 1, VI 2, Пролом І 1, ІІ 2, Кабазі ІІ, Буран-Кая ІІІ В1, Альошин Грот, Шайтан-Коба IV свідчать про їхній відносно молодий вік у межах 28—30 й навіть у 25-18 тисяч років тому. Якщо дані не є хибними то неандертальці протрималися в Криму найдовше у Європі.

#### Мустьєрська культура
Давні мустьєрські пам'ятки відомі:
- у Наддністрянщині то Попрутті: нижні шари Молодове I і Молодове V, Рипичені Ізвор, Пронятин, Єзупіль (шар 3) та інші,
- у Південно-Західному Криму під назвою кабазійська культура (Кабазі ІІ, шар 2, Старосілля, Шайтан-Коба І і IV, Чокурча І, Холодна Балка); вважається, що вони полишили вихідцями з Балкан, що тут до кінця ранньої пори пізньо-давньокам'яної доби.[12][13][2][4][6]

### Мікокський технокомплекс
Мікокський технокомплекс названий за стоянкою Мікок у Франції середньо-давньокам'яної доби характеризується численними двобічно обробленими знаряддями — ножами з обушком, гостроконечниками (рубильцями), скреблами, що часто виготовляли з масивних відщепів підтрикутної форми, знятих з дископодібних нуклеусів.
Найпізніші мікокські стоянки України відносяться до аккайської, старосільської та кіїк-кобинської культури Криму, з пам'ятками: Заскельна VI, шар 3, Пролом І і ІІ, Буран-Кая ІІІВ.

### Оріньяцька культура
Оріньяцька культура від однойменної печери у Піренеях характерний мікровключеннями типу кремс-дюфур у вигляді лусочок з дрібною ретушшю по краю, нуклеподібні високі скребачки (карене, рабо, з носиком), багатофасеткові різці, великі пластини з виїмками, а також кістяні наконечники младечського типу та з розщепленою основою.
Протооріньяк з'явився на півдні Європи 40 тисяч років тому, й був поширений у Європі приблизно від 37 до 28 тисяч років тому.
В Україні відома лише одна достеменно оріньякська пам'ятка — Сюрень І у Кримських горах, датована близько 29 тисячою років тому. Можливо, оріньякськими є стоянки Ворона ІІІ (гирло річки Ворона у села Воронівка) у Надпоріжжі та Зелений Хутір на Одещині. Людський зуб з Сюрені І, ймовірно, повя'зує антропологічно носіїв епіоріньякських стоянок середньо-давньокам'яної доби в Надчорномор'ї та Надозів'ї.

### Селетська культура
Названа від печери Селета в Угорщині, характерна двобічно обробленими вістрями а також відсколовою технологією, архаїчними сплощеними нуклеусами паралельного зняття, грубими кінцевими скребачками, часом трикутної форми, з ретушованими краями, оріньякоїдними нуклеподібними високими скребачками, окремими скреблами та гостроконечниками мустьєрського типу, зубчастими формами. В Центральній Європі пам'ятки з двобічно обтесаними вістрями селетського типу датують у межах 40—30 тисяч років тому. Знахідки зубів неандертальців на селетських стоянках (Дзерави Скали) свідчить про походження селетського населення саме від них, що були носіями мікоку у Центральній Європі.
В Україні селет датується 32-27 тисячами років тому за найдавнішою стоянкою Буран-Кая-ІІІС та наймолодшою стоянкою Міра.
Стоянки селетського кола:
- в Україні належать Стінка, Буран-Кая ІІІС (Крим; 32 тисячі років тому; унікальні дрібні біфаси у формі трапецій; шар ІІІС перекриває горизонт В з виразними виробами мікоку, властивим неандертальцям), Міра (Запоріжжя; 27-28 тисячі років тому; мікрорубильця стоянки мають паралелі у городцовській культурі Середнього Подоння), Вись (Кіровоградська область; трикутні вістря тотожні стрілецької культури Подоння, але численні оріньякоїдні нуклеподібні високі скребачки мають прямі паралелі в Молдовському селеті), Королево ІІ (Закарпаття; листоподібні вістря зближують її з печерою Селета) та Іллінка,
- в Молдові — Бринзени, Корпач, Бубулешти і Буздужани;
- в Росії:
  - Бирюча Балка на Нижньому Подонні,
  - Стрілецька, Костенки І, шар 2 і 3, Костенки 11 і 12 й інші на Середньому Подонні,
  - Сунгир на Верхньому Надволжі.

У Східній Європі селетські стоянки датуються 36—27 тисячами років тому, які, ймовірно, передували оріньякським та певний час співіснували з ними. Більшість дослідників виводить східноєвропейський селет від кримського мікоку, на який, ймовірно, вплинули носії пізньо-давньокам'яної технології обробки кременю.

### Пам'ятки типу Сокирниця І
Пам'ятки Сокирниця І на Закарпатті — найдавніший (38-39 тияч років тому) з відомих проявів пізньо-давньокам'яної технології України, Характерна справжня пластинчаста техніка обробки кременю, призматичні нуклеуси, кінцеві на пластинах скребачки, численні різці, відсутність будь-яких оріньяцьких елементів. Ймовірно, пам'ятки Сокирниці-І були альтернативним оріньякському шляхом становлення техніки пізньо-давньокам'яної доби у Східній Європі, що у Подонні фіксують за матеріалами дуже ранніх пізньо-давньокам'яких стоянок спіцинської культури Костенки-14, IV й Костенки-17, II. Саме тому російські археологи відносять Сокирницю І до спіцинської культури, що датується приблизно 40— 35 тисячами років тому.

### Богунісьєн
Богунісьєн є центральноєвропейським технокомплексом найменованим від стоянки Брно-Богуніце в Моравії, що поєднує середньопалеолітичні технології з пізньопалеолітичними виробами, що датується в межах 43—34 тисяч років тому. Богунісьєну характерна верхньо-палеолітична техніка призматичного ядрища, серії кінцевих скребачок й різців на пластинчастих заготовках, двобічні вістря селетського типу, властиві мустьє левалуазькі нуклеуси для вістер й скребла. Подібні матеріали в Україні виявлені на 3-му шарі стоянки Куличівка на Волині, за винятком селетських вістрів.

## Середня Пора (27—19 тисяч років тому)
Середня пора пізньої давньокам'яної доби України збіглася з різким похолоданням, з максимальним падіння температур у прильодовиковій Європі у 20—19 тисяч років тому. Культурні шари пам'яток зазвичай залягають у лесах бузького горизонту, що формувалися в умовах холодних й сухих перигляціальних тундростепів. Різке похолодання 27 тисяч років тому зумовило морозобійні тріщини витачівських ґрунтів з культурними залишками ранньої пори пізньої-давньокам'яної доби, що підстилають бузькі леси.
Протягом усієї середньої пори в Україні панувала граветська культура й нарешті — пушкарівська та епіоріньяцька культура.

### Граветська культура
Граветська культура названа від стоянки Гравет у Франції, що існувала на початку та в середині пізньої давньокам'яної доби у 30— 20 тисячах років тому Визначена за довгими вістрями на пластинах з прямим притупленим краєм. Характерні призматичні нуклеуси для великих пластин, довгі кінцеві скребачки, різноманітні різці на пластинах, прикметна скульптура та різьблення на кістці (зображення голих жінок з перебільшеними формами й тварин мамонтового комплексу). Граветська людність полювала мамута, коней, північного оленя.
Граветські пам'ятки поширені у Наддністрянщині, Надпрутті, Надбужжі (Троянове 4 та Озерове під Новомиргородом). Відсутні на Лівобережжі України (за винятком Ями у Наддінців'ї).
Періодизація граветської культури України заснована за граветськими шарами стоянки Молодове V.
Припускається, що граветська культура має витоки з оріньяцької культури. Граветська культура продовжилася у наступну, пізню пору пізньо-давньокам'яної доби як мікрогравет, або епіграветська культура.
За своєрідністю крем'яних виробів місцевих варіантів граветської традиції виділено декілька культур:
- павловська культура (павловьєн) за стоянкою Павлов у Моравії, поширена у Австрії, Моравії, Польщі;
- молодовська культура за стоянкою Молодове у Наддністрянщині;
- віллендорфсько-костенківська культура (або східний гравет) за стоянкою Віллендорф у Нижній Австрії й Костенки у Середньому Подонні.

#### Молодовська культура
Молодовська культура Наддністрянщини й Надпруття є по суті східним філіалом граветської культури Центральної Європи. Представлена граветськими шарами пам'яток: Молодове І і V, Кормань IV, Оселівка ІІ, Вороновиця І, Атаки, Бабин І, Межигірці І, Галич та інших. Останніми дослідженнями з'ясовано, що молодовська культура поширилася згодом на схід у Центральну Україну (нижні шари 8 та 7 стоянки Володимирівка на Південному Бузі, Троянове 4 та Озерове під Новомиргородом на Кіровоградщині).
Стоянка Ями на Луганщині є найсхіднішою, ізольованою стоянкою молодовської культури.

#### Віллендорфсько-костенківська культура (Східний гравет)
Східний гравет (віллендорф-костентивська культура) починається пізніше граветської культури Центральної Європи та Західної України. Він відрізняється асиметричними наконечниками з бічними виїмками, ножами костенківського типу та листоподібними вістрями. На Лівобережній Україні граветські стоянки відсутні (за винятком стоянки Ями у Наддінців'ї), проте вона була поширена у суміжних з Україною Подонні, Подесінні й верхів'ях Пооччя.

### Пушкарівська група
Пушкарівська група стоянок Подесіння (Пушкарі I, Клюси, Хотильове ІІ). Характерні ланцетоподібні вістря пушкарівського типу й чотирикутники з характерними виробами віллендорф-костенківської спільноти нечисленні асиметричні вістря з виїмками, ножі костенківського типу, листоподібні вістря. Раніше пушкарські пам'ятки розглядали як місцевий варіант східного гравету, але в останнє дослідники схиляються до думки, що це окрема культурна група Подесіння.
Культурний шар Пушкарів І лежить вище витачівського (брянського) похованого ґрунту і відділений від нього лесовими суглинками бузького часу. Стоянка, ймовірно, існувала напередодні валдайського максимуму, що збігається з радіокарбоновим датуванням у 21—20 тисяч років тому.

### Епіоріньяцька культура
Епіоріньякські пам'ятки України:
- на Побужжі: Анетівка І, Сагайдак І, Гордашівка;
- у Подністров'ї: Рашків VII;
- у Надозів'ї: Муралівка, Золотівка.

Більшість з пам'яток належить до пізньої пори оріньякської культури. Виразні оріньяцькі вироби численні нуклеподібні високі скребачки, мікропластинки дюфур. Радіокарбонове датування 22—17 тисяч років тому, що сучасне до епіоріньяку, або оріньяку V Західної Європи.
Ймовірно існує зв'язок епіоріньяку України з власне оріньяцькими пам'ятками кінця ранньої пори пізньо-давньокам'яної доби (Сюрень І, Ворона ІІІ).
Можливо епіоріньяк був генетичною підосновою, або, принаймні разом з граветською культурою сформував південний епігравет України пізньої пори пізньо-давньокам'яної доби. Це підтверджує наявність оріньяцьких мікролітів типу дюфур, кареноїдних скребачок й багатофасеткових різців на ранніх епіграветських пам'ятках (Амвросіївка, Акаржа, Анетівка ІІ).

## Пізня Пора (19—14 тисяч років тому)
У Східній Європі дофинівський похований ґрунт (df1—3) та нижній й середній горизонт причорноморських лесів (pc 1) співвідносяться з пізнім льодовиковим періодом. Дофинівський горизонт України співвідноситься з потеплінням Ляско у Західній Європі (18-17 тисяч років тому). Потепління змінилося похолоданням, що в Україні призвело до відкладення причорноморських лесів.
За пізньої пори пізньо-давньокам'яної доби в Україні був поширений епігравет.

### Епігравет
Епігравет, або мікрогравет, — археологічна культура (технокомплекс), характеризується поширенням вкладнів до наконечників списів у вигляді крем'яних мікропластинок й мікровістер з притупленим краєм.
Український мікрогравет має прямо тотожній у сучасній йому мадленській культурі Франції, Іспанії, Німеччини й Австрії та в епіграветі Італії. Мистецтво епігравету у вигляді схематичних зображень, яскравим прикладом якого є знахідки Мізинської стоянки.
Після конференція «Епігравет України», що відбулася у Києві 1999 року для позначення пізніх пам'яток граветської традиції, що раніше називали мадленськими, східнограветськими чи мікрограветськими, затвердився термін епігравет. Проте термін «мікрогравет» є більш доречний, оскільки «епігравет» перегукується з епіграветом Італії, та вказує на не доведене походження від граветської культури.
Широко відомі епіграветські стоянки з житлами з кісток мамонта Північної України: Кирилівська на Подолі у Києві, Мізинська, Добранічівська й Межиріцька. Відомі також Гінцівська, Амвросіївська, Велика Акаржа, Анетівка ІІ тощо.
За епігравету полювали на великих ссавців холодних прильодовикових: у північних лісостепах — на мамутів й північних оленів, у південних степах — на бізонів й коней.
Однотипність крем'яного інвентарю мікрогравету на Україні ускладнює виділення місцевих варіантів. Існують спроби поділу його на культурні групи й навіть на окремі культури.

#### Епіграветська доба
Тривав у 19—12 тисяч років тому, коли однотипні пам'ятки з дрібними вістрями з притупленим краєм домінували на територіях від Атлантики до Подоння.
Епіграветська традиція обробки кременю продовжила розвиток у першій половині наступної, кінцевої пори пізньо-давньокам'яної доби. Деякі епіграветські стоянки України разом з найпізнішими мадленських пам'ятками Центральної та Західної Європи вказують на існування епігравету до аллередського потепління 12 тисячі років тому.
В цілому, граветські разом з епіграветськими традиціями тривали в Україні майже 20 тисяч років: від 30 тияч років тому (Молодове V, шари 9 і 10) до 12 тисяч років тому (Солоне Озеро VI, Рогалик VII, Кам'яна Балка й інші). За максимуму похолодання 20—19 тисяч років відбулася трансформація гравету в епігравет, місцями за участю носіїв інших культурних традицій, зокрема епіоріньяку.
За кінцевої давньокам'яної доби на епіграветських традиціях постали осокорівська та шан-кобинська культури.

#### Походження епігравету України
Епігравет України виводять від:
1. класичної граветської культури попередньої пори;
2. віллендорфсько-костенківської культури (східний гравету);
3. оріньяцької культури Східної Європи;
4. суміші граветської й оріньяцької культури;
5. поступу нової, загальноприйнятої техніки обробки кременю на різному культурному підґрунті у різних краях.

А решті Європі тотожні епігравету, мадленську культуру й, епігравет Італії виводять з класичної граветської культури, що була фактично типологічною й часовою попередницею свого здрібнілого нащадка — епігравету.

#### Епіграветська фаза граветської культури Передкарпаття
За матеріалами верхніх шарів (1—4) стоянки Молодове V, датованих 17,0—10,5 тисяч років тому, розвиток граветських традицій у Наддністрянщіні тривав до кінця пізньо-давньокам'яної доби. Така статиграфія була заперечена Д. Ю. Нужним, що розглядає всю пачку верхніх шарів 1—6, як єдиний «досить гомогенний» комплекс, який можна впевнено датувати 18—17 тисячею років тому". Навпроти бельгійський археолог П. Езарц, підтвердив, що шари 4—6 продатовані методом С14 у межах 21,5—17,7 тисяч років тому, а шари 1—3 віднесені до фінального гляциалу, 15—10 тисяч років тому. Раніше знана як пізньомолодовська культура набула статусу епіграветської фази граветської культури у Передкарпатті. Це підтверджуєтся дослідженням стоянки Косоуци у Молдові.

#### Епігравет степової України
На ранніх епіграветських стоянках степової України Амвросіївка, Анетівка ІІ, Велика Акаржа присутні оріньяцькі риси у вигляді мікровкладень дюфур, високих нуклеподібних скребачок, багатофасеткових різців. Ймовірно, вони були створені попереднім епіоріньяцьким населенням, яке полишило стоянки Сагайдак І, Анетівка І, Гордашівка, Рашків VII, Муралівка, Золотівка, що датуються 21—18 тисячами років тому. Ці епіоріньяцькі стоянки синзронні найранішим епіграветським стоянкам степового Причорномор'я.
Найдавніші епіграветські пам'ятки Надчорномор'я та Надозів'я датуються 19, 18 тисячами років тому — Амвросіївка, Анетівка ІІ, Акаржа, Нововолодимирівка ІІ.
Наймолодші епіграветські пам'ятки Надчорномор'я та Надозів'я вже відносяться до першої половини заключної пори пізньо-давньокам'яної доби датуються 13, 12 тисячами років тому — Солоне Озеро VI, Рогалик VII, Кам'яна Балка, Мис 3 й інші.

#### Епігравет Середнього Подніпров'я й Подесіння
Яскравою та нетривалою була група стоянок епігравету у Середньому Подніпров'ї та Подесінні з житлами з кісток мамута — Гінці, Межирічі, Добранічівка, Мізин, Юдиново, Єлисейовичі, Тимонівка та інші, що датуються кінцем пізньої пори пізньо-давньокам'яної доби: 15—14 тисячами років тому. Ймовірно, край їхньому існуванню, поклало рауніське потепління близько 13,5 тисячі років тому, що спричинило вимирання мамутів у Європі.

## Заключний палеоліт (14—10 тисяч років тому)
За заключного (фінального) палеоліту, або дріасівської доби, південний край льодовика стабілізувався на північному краї Балтійського сточища.
Розпочався заключний палеоліт з потеплінням рауніс, за якого 13500 років тому край льодовика відійшов з Південної Балтії до Скандинавії. Через зміни холодних періодів (Дріас І, ІІ і ІІІ) потепліннями (Рауніс, Белінг, Аллеред) вимерли мамонти. Північний олень став головною твариною для полювання, через що заключну давньокам'яну добу також звуть добою північного оленя. Проте на півдні України продовжували домінувати степові копитні — бізон та кінь.
За заключної давньокам'яної доби з'являються справжні археологічні культури, що відрізняються від технокомплесів попередніх періодів меншими територіями поширення та нетривалістю. Більшість дослідників вважає їх слідами окремих стародавніх етносів. Культури відрізеяються, перш за все, формою наконечників стріл, що починають набувати обрисів геометричних мікролітів: трапецій, сегментів, трикутників, ромбів. За ними зроблені культурно-хронологічні схеми заключного палеоліту України. В Україні були поширені пам'ятки двох культурних областей:
1. північної надбалтійської,
2. південної надчорноморської.

Північна надбалтійська культурна область мала характерні наконечники стріл на пластинах різноманітної форми для полювання на північного оленя, що поширилися в останні тисячоріччя льодовикової доби від низовин Темзи до Десни та витоків Волги. Північне надбалтійське коло культур — лінгбійська, аренсбурзька, свідерська та красносільська культури, розповсюдилися на полишених льодовиком зандрових рівнинах Європи. Культурні шари стоянок, зазвичай, залягають у піщаних відкладах надзаплавних терас, що не сприяло збереженню органічних решток.
Південна лісостепова й степова культурна область Надчорномор'я відносилася до пізніх форм епігравету, та похідних від нього шан-кобинської та осокорівської культур з архаїчними мікролітами — грубими сегментами і трапеціями. Південна людність полювала на степових стадних копитних (кінь, бізон), а шан-кобинці, додатково, ще й на лісових травоїдних Кримських гір.
Культурні шари заключної давньокам'яної доби півдня України пов'язані з верхніми горизонтами причорноморських лесів, ембріональними ґрунтами белінгзького та аллередського потеплінь й відкладами печер Гірського Криму.

### Осокорівська культура
Стоянки осокорівської культури були поширені на межі лісостепової та степової зон України: Осокорівка (шар 3В), Рогалик Якимівський, Прогін, Леонтіївка й Царинка. Для осокорівської культури характерні трапеції осокорівського типу з ретушшю по верхній основі, вістря з притупленим краєм, типова пізньопалеолітична пластинчаста техніка розколювання кременю, призматичні нуклеуси, скребачки та різці на пластинах. На стоянці Рогалик на Луганщині знайдені сланцеві плитки зі схематичними зображеннями жінок і геометричним орнаментом. Стоянки культури датуються белінгом, дріасом ІІ (13 тисяч років тому)., Осокорівська людність полювала в умовах лісостепу і степу на стадних травоїдних (коней і бізонів).
Осокорівська культура сформувалася на основі місцевих епіграветської культури. Стоянка Рогалик VII демонструє ідентичність епіграветського інвентаря з рогалицькими пам'ятками осокорівського часу, коли до нього додалися трапеції осокорівського типу.

### Шан-Кобинська культура
Шан-Кобинська культура (у гірському Криму) та її білоліська група (у Північному Надчорномор'ї) характерні численними грубими сегментами одно- та двоплощинними нуклеусами для грубих пластин, кінцевими скребачками, різцями на пластинах. Печерні пам'ятки шан-кобинської культури: Шан-Коба (шари 5 й 6), Фатьма-Коба (шари 5 й 6), грот Водопадний (шар 2), Буран-Кая, Заміль-Коба 1, Сюрень 2 (верхній шар), Алимівський навіс (шари 3 й 4). Основою господарства було полювання на копитних гірських лісів й степових травоїдних (благородний олень, косуля, вепр, сайгак, кінь та бізон).
Шан-кобинська культура та білоліська група постали з епіграветських традицій. Вони, належали до романелло-азильської культурної області із сегментоподібними мікролітами, що розвивалися у Південній та Центральній Європі, у Криму та на Кавказі за заключної давньокам'яної та початку середньокам'яної діб у 12-9 тисячах років тому. До азило-романельської культурної спільноти відноситься:
- азильська культура півдня Франції,
- романелліська культура Італії,
- федермессерська культура Німеччині,
- Вітув й Тарново Польщі,
- Шан-кобинська у Криму та її білоліська група у Північно-Західному Надчорномор'ї,
- Сосруко на Кавказі[43][39].

### Красносільська культура
Красносільська культура характерна грубими черешковими наконечниками стріл, часто асиметричної форми, сколовою технікою розколювання кременю, одноплощинними нуклеусами, короткими скребачками, ретушованими різцями на сколах. Красносільська людність полювало на північних оленів. Була поширена у Надрип'ятті, Надніманні, Верхів'ях Наддіпрянщини у ІХ тисячоріччі до н. е.. В Українському Поліссі досліджено стоянки Красносілля, Великий Мидськ, Лютка, Самари, Раска, Бір.
Культура має походження від лінгбійської культури, населення якої 11 тисяч років тому просунулося за стадами оленів із Заходу на Полісся. На ранніх красносільських стоянках виявлено великі наконечники типу лінгбі. Наприкінці ІХ тисячоріччя до н. е., із заходу посунула людність свідерської культури, тому красносільська людність рушила з Полісся через Горішню Наддніпрянщину на Горішнє Надволжя, де воно відіграло значну роль у первинному заселенні тих країв.
Внаслідок потепління близько 10 тисяч років тому призвело до виникнинню на основі красносільської культури заключної давньокам'яної доби середньокам'яних культур:
- пісочнорівської у Подесінні,
- гренської і Горішній Наддніпрянщині,
- ієнівської у Горішньому Надволжі.

### Свідерська культура
Свідерська культура виділена за стоянкою Свідре Вельке під Варшавою. Датується ІХ тисячоріччям до н. е. — останнім тисячоріччям льодовикової доби. Визначальними для культури є наконечники стріл на пластинах з плоскою підтескою кінців з черевця, а також двоплощинні («човнуваті») нуклеуси для верболистих пластин, кінцеві скребачки та різці на пластинах, сокири на відщепах. Зі свідерською культурою пов'язані однорядні гарпуни з великими зубцями з рогу північного оленя, виявлені на північному сході Польщі, у Пруссії та Литві. Свідерська людність мешкала у тундрі, де полювали на північного оленя, що сезонно мігрували.
Була поширена у Надвіслі, Надніманні, Надприп'ятті (нобельська група), Подесінні (смячківська група) та Горішній Наддніпрянщині (созька культура). В Україні численні свідерські пам'яткі відомі в Поліссі (Нобель, Переволоки, Лютка, Люб'язь, Сенчиці, Тутовичі, Березно, Прибір, Кричильськ, Смячка XIV) та окремі стоянки — в Карпатах (Делятин) і Криму (Сюрень ІІ, Буран-Кая ІІІ). Просування свідерської людності у сторону Криму підтверджуються стоянки у Молдавії (Чахлеу-Скауне, Селіште).
Культура утворилася на основі лінгбійської культури Західної Надбалтики, яка близько 11 тисяч років тому мігрувала просунулася на схід до Горішньої Наддніпрянщини. Різке потепління 10 тисяч років тому спричинило міграцію свідерської людності слідом за північним оленем на північ Східної Європи, яку вони заселили протягом VIII тисячоріччя до н. е.. Вони відіграли провідну роль у її первинному заселенні від Східної Надбалтії до Північного Передуралля. Внаслідок цього просування на схід сформувався постсвідерський мезоліт лісової смуги Пінічно-Східної Європи, що послугував колискою майбутніх угро-фінів.